# Orador motivacional

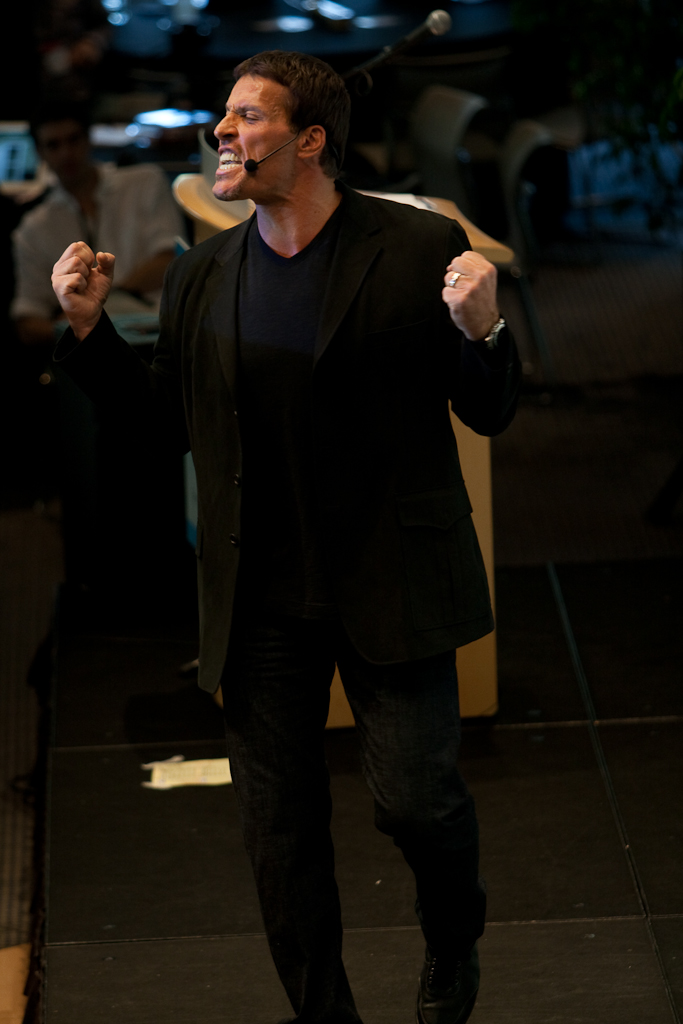
Tony Robbins en un seminario.

Un orador motivacional (o orador inspiracional) es un orador que hace discursos destinados a motivar o inspirar a una audiencia. Estos oradores pueden intentar desafiar o transformar espiritualmente a sus audiencias. El discurso en sí se conoce popularmente como charla motivacional.
Los oradores motivacionales pueden pronunciar discursos en escuelas, universidades, lugares de culto, empresas, corporaciones, agencias gubernamentales, conferencias, ferias comerciales, cumbres, organizaciones comunitarias y entornos similares.

## Primeros oradores motivacionales
Uno de los primeros oradores motivacionales conocidos a quien se le atribuye el concepto fue Ralph Waldo Emerson (1803-1882) un ensayista, poeta y filósofo estadounidense.

## Técnicas y teorías
Las dos teorías principales que explican por qué es necesario buscar oradores motivacionales externamente son la necesidad de cubrir la teoría del contenido o la necesidad de las teorías del proceso.
Las teorías de contenido fueron creadas por diferentes filósofos, como Abraham Maslow,  Frederick Herzberg y David McClelland. Se centran en el funcionamiento interno y piensan en un individuo y en lo que le dará energía, detendrá los comportamientos y lo mantendrá sostenible para las necesidades a largo plazo. Estas teorías reconocen que cada individuo es único y tiene diferentes necesidades para motivarlo.
Las teorías de procesos se centran en la explicación y el análisis de diferentes personas y de lo que energizará, detendrá los comportamientos y los mantendrá sostenibles para las necesidades a largo plazo. Presentado en perspectiva por Victor Vroom, B. F. Skinner, Ruth Kanfer y Albert Bandura, aborda las necesidades de aprendizaje y expectativas y reconoce que los individuos tomarán decisiones basadas en la recompensa y la compensación.
Los oradores intentan mostrar a su audiencia los resultados positivos que pueden suceder en la vida y se centran en las posibles oportunidades en lugar de los límites que las personas se imponen a sí mismas. Utiliza palabras con connotaciones positivas en lugar de negativas y da señales sociales carismáticas verbales y no verbales. Al usar su postura, contacto visual, lenguaje corporal, expresiones faciales y vestirse apropiadamente, pueden interactuar con la audiencia de manera no verbal. Pueden cambiar el tono de su voz, su patrón de habla, su acento y su tono para enfatizar y mostrar emoción detrás de lo que están diciendo.